# 파딩
파딩(영어: farthing)은 잉글랜드 왕국, 그레이트브리튼 왕국, 영국에서 쓰인 동전으로 1/4 페니의 가치가 있으며, 1/960 영국 파운드에 해당한다. 이 동전은 영국에서 13세기에 처음으로 주조되었고, 1960년 12월 31일까지 법정통화로 쓰였다.

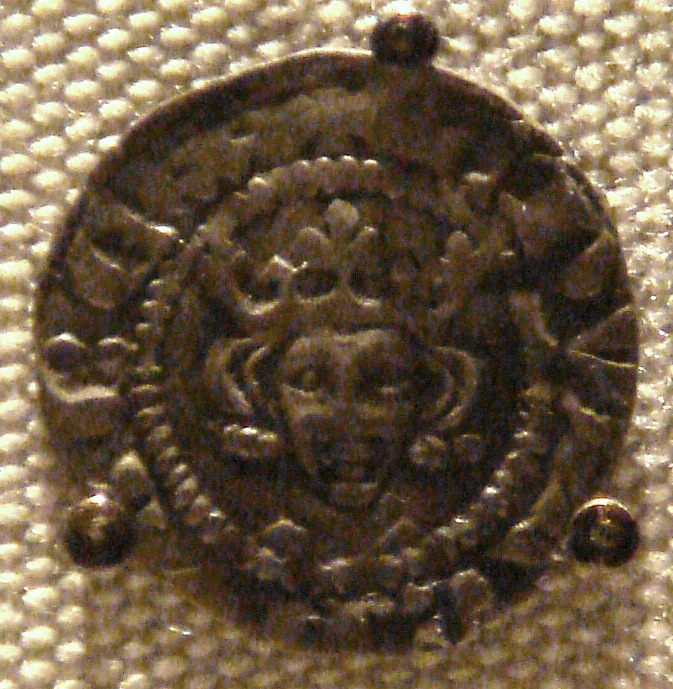
에드워드 1세의 파딩

처음에는 은으로 만들어졌는데, 남아있는 것은 드물다. 구리로 만들어진 것은 제임스 1세와 6세 사이로 존 해링턴에게 주조할 수 있는 권한을 주었다. 이 권한은 1672년 왕립 주조소가 다시 문을 연 영국 공화정때까지 계속되었다.

## 초기
중세 은 파딩은 잘 전해지지 않는데, 액면가가 워낙 적고 1/4 페니에 해당하는 은 또한 워낙 작고 잃어버리기 쉬운 까닭에 수집가 사이에서도 잘 보이지 않는다. 그 외에도 페니 만큼 많이 만들지도 않았는데, 파딩 동전은 평민들에게는 유용하게 쓰였으나 부자나 힘있는 사람들에게는 별로 필요 없었을 뿐 아니라, 돈을 만드는 사람들로서도 그다지 큰 벌이가 되지 않았기 때문이다.
13세기 까지도 잔돈이 필요하면 동전을 잘라서 썼다. 페니는 동전 뒷면에 도드라진 십자선을 따라 반이나 1/4로 자를 수 있었다.

## 에드워드와 헨리 시대

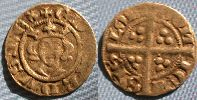
1279년 에드워드 1세 런던 파딩

에드워드 1세 (1272년 ~ 1307년) 집권 기간 동안 파딩 동전은 4백만개 이상 만들어졌다고 하는데 현재는 몇개 남아있지 않다.

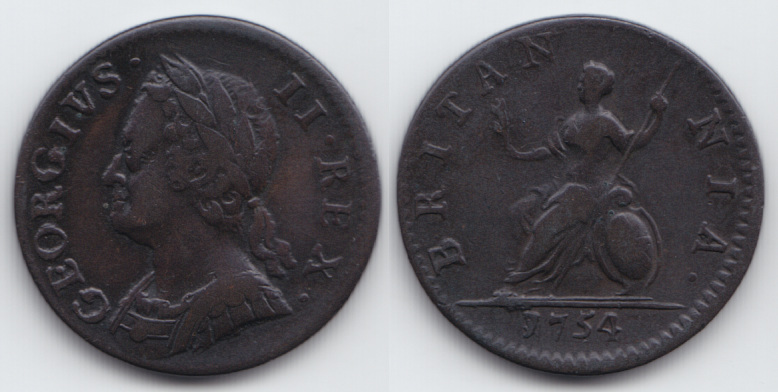
1754년 조지 2세, 파딩 구리

대부분 주조소는 런던에 있었는데, 동전 뒷면에 LONDONIENSIS, CIVITAS LONDON 및 LONDRIENSIS 라고 새겨져 있고, 버윅(VILLA BEREVVICI), 브리스톨 (VILLA BRISTOLLIE), 링컨 (CIVITAS LINCOL), 뉴캐슬 (NOVICASTRI), 욕 (CIVITAS EBORACI)에서 만든 것도 있지만 지역에서 만든 것은 현재까지 거의 남아있지 않다.

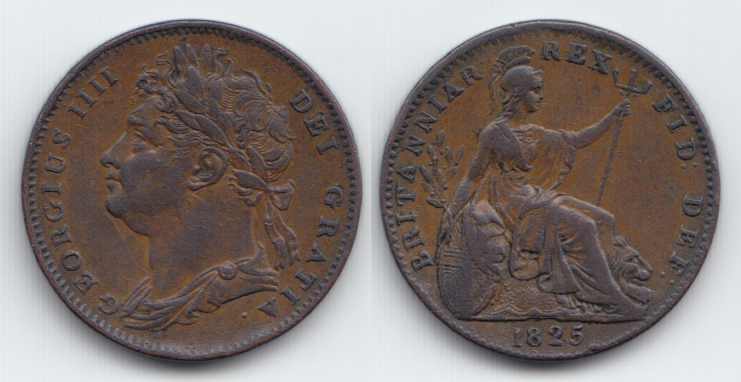
1825년 조지 4세, 파딩 구리

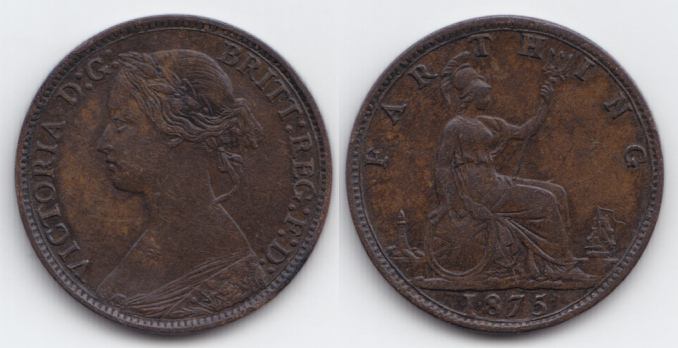
1875년 빅토리아, 파딩 구리

## 기초 금속
제임스 1세 (1603년 ~ 1625년) 시절에는 구리로 만들었다.

## 마지막 파딩
인플레이션으로 1956년 이후 파딩은 생산을 멈추었으며, 1960년 12월 31일로 법정통화에서 제외되었다.

## 주석 성분
1684년과 1685년에는 파딩이 주석으로 만들어졌다. 가운데는 조그맣게 구리로 메꿈을 했다. 무게는 5.4–6.0 그램, 지름은 23–24 밀리미터였다.

## 같이 보기
- 파운드 스털링
- 밀 (통화)